# Batrachedra silignea
Batrachedra silignea là một loài bướm đêm thuộc họ Blastobasidae. Nó được tìm thấy ở Úc.